# تيموثي فاولر
تيموثي فاولر (بالإنجليزية: Timothy Fuller)‏ هو محامي وسياسي أمريكي، ولد في 11 يوليو 1778 في تشيلمارك في الولايات المتحدة، وتوفي في 1 أكتوبر 1835 في غروتون في الولايات المتحدة بسبب كوليرا. حزبياً، نشط في الحزب الجمهوري الديمقراطي. وقد انتخب عضو مجلس نواب ماساتشوستس وانتخب عضو مجلس النواب الأمريكي.